# 언젠가는 슬기로울 전공의생활
《언젠가는 슬기로울 전공의생활》은 신원호와 이우정이 기획하고, 김사경이 극본을 쓰고, 이민수가 연출하고, 고윤정, 신시아, 강유석, 한예지, 정준원이 출연한 2025년 방영된 대한민국의 텔레비전 드라마이다. 2020-2021년 시리즈인 슬기로운 의사생활의 스핀오프이며, 대학병원 교수와 의사의 삶과 우정을 그린다. 2025년 4월 12일부터 2025년 5월 18일까지 매주 수요일과 목요일 21시 50분(KST)에 KBS 2TV에서 방영되었다. 일부 지역에서는 왓챠에서 스트리밍으로 시청이 가능하다.

## 기획의도
‘언젠가는 슬기로울’ 의사생활을 꿈꾸는 레지던트들이 입덕부정기를 거쳐 성장해 나가는 과정을 담은 ‘슬기로운 의사생활’ 스핀오프 드라마

## 줄거리
율제병원 종로 분원을 배경으로, 저출산 시대에 비인기 과에 당당히 입문한 젊은 산부인과 전공의들의 병원 생활과 파란만장한 우정을 그린다.

## 등장 인물

### 종로 율제 산부인과 레지던트 1년차
- 고윤정 : 오이영 역 - "내가 여길 다시 오면 오'이'영이 아니라 오'삼'영이다"

산부인과 레지던트 1년차, 주영의 여동생. 남경의 고등학교 동창. 도원의 사돈이자 연인. 남경&사비&재일의 직장 동료. 승원의 처제.
- 신시아 : 표남경 역 - "누군 호텔에서 변호사랑 결혼 한다는데… 나는 뭐~ 드레싱이나 하겠지."

산부인과 레지던트 1년차, 이영의 고등학교 동창. 이영&재일&사비의 직장 동료. 기동의 옛연인.
- 강유석 : 엄재일 역 - "활동명은 엄줴이… 아, 외국인은 아니고 아이돌인데요?!?"

산부인과 레지던트 1년차, 이영&남경&사비의 직장 동료.
- 한예지 : 김사비 역 - "언제 적 1등을 말씀하시는 건지… 의대도, 국시도 다 1등이라…"

산부인과 레지던트 1년차. 이영&남경&재일의 직장 동료.

### 종로 율제 산부인과 레지던트들
- 정준원 : 구도원 역 - 산부인과 레지던트 4년차

교수들에겐 '구반장', 아래 연차에겐 '구신'으로 불리는 산부인과의 '구'릉도원. 이영의 사돈이자 연인. 주영의 시동생. 승원의 남동생.
- 이도혜 : 기은미 역 - 산부인과 레지던트 3년차

전공의 3년차, 본원에서 1년차를 마치고, 종로 율제로 파견 온 '추민하의 후예.'
- 홍나현 : 차다혜 역 - 산부인과 레지던트 2년차

전공의 2년차, 빠른 1997년생으로, 올해 들어온 1년차들 보다 나이가 딱! 한 살 어리다.

### 종로 율제 산과 전문의
- 이봉련 : 서정민 역 - 산과 교수

3월에는 마귀할멈이었다가 12월에는 '전공의가 뽑은 올해의 교수'가 되는 단짠 매력의 소유자
- 손지윤 : 공기선 역 - 산과 교수

산부인과 전공의들에게 그날 날씨보다 중요한 게 있으니! 그건 바로 산과 공기선 교수의 기분이다, 기분이 좋은 날엔 하이톤의 목소리를 뽐내며 등장해 전공의들의 아침 식사부터 챙기는 호인이다가도 기분이 나쁜 날엔 어젠 괜찮다고 했던 일에도 버럭 화를 내며 악을 내지르는 통에 별명은 '악마데우스'다. 그래서 전공의들은 그의 목소리, 발걸음 소리에 담긴 예측 불가의 기분을 읽어내느라 진땀을 뺀다. 시샘은 또 얼마나 많은지 선배인 임동주 교수는 '신'으로 불려 배가 아프고, 동기인 서정민 교수는 병원의 간판 교수가 되어 가니 속이 편할 날이 없다.
- 박예영 : 금새벽 역
- 김혜인 : 명은원 역 - 산과 펠로우 2년차

율제 본원에서 전공의를 마치고 종로 율제로 피신(?)온 꼬리 아홉 개 달린 펠로우

### 종로 율제 부인과 전문의
- 이창훈 : 류재휘 역 - 부인과 교수

산과 서정민, 공기선 교수와 의대 동기다.
- 이현균 : 조준모 역 - 부인과 교수

얼굴엔 짜증이, 말투엔 심술이 묻어 있는 부인과 버럭이.

### 타과 주변 인물
- 유현종 : 박무강 역 - 소아청소년과 레지던트 2년차

후배도 없고, 선배도 없고, 동기도 없는 소아청소년과에서 소아과의 모든 업무를 혼자 담당하는 일당백 신세.
- 김이준 : 함동호 역 - 마취통증의학과 레지던트 3년차

수술방의 컨트롤 타워로, 늘 수술방 어레인지에 허덕이는 외과 레지던트들에겐 절대 갑 같지만… 실상은 이 과 저 과에 부탁하고 사과하기 바쁜, 을 중에 최고 을이다. 인턴 시절 때만 해도 온화하고 상냥한 젠틀남의 대명사였는데… 동호만 보면 수술방 달라고 벌떼같이 달려들고, 아기로 협박하고, 산모로 협박하는 산부인과 전공의들 때문에 도무지 젠틀하려야 할 수가 없다.
- 엄준기 : 주상현 역 - 마취통증의학과 레지던트 3년차

없는 수술방을 억지로 만들 수도 없고, 진행 중인 수술을 마음대로 끝낼 수도 없는데 늘 배 째라며 수술방에 들이닥쳐, 순식간에 진짜 배를 째고 있는 산부인과 의사들이 미워 죽겠다. 게다가 산모가 아파한다며, 하루에도 몇 번씩 무통주사를 놔 달라고 전화를 해대니 상현에게 산부인과는 기피 대상 1호다.
- 서이서 : 박준석 역 - 응급의학과 레지던트 4년차

언제, 어떤 환자가 실려 올지 모르는 응급실에서 늘 긴장 상태로 일하는 것도 베드는 언제나 풀이요, 시간과 인력은 항상 부족하다. 이런 상황을 아는지 모르는지 부르는 타 과 전공의들마다 '왜 이렇게 늦었냐, 왜 우리 과를 불렀냐, 알아서 하면 안 되냐'며 타박이다. 이런 꼴을 보고 있자니 혈압이 올라 응급실 베드에 누워야 할 사람은 준석 본인이다.
- 차강윤 : 탁기온 역 - 인턴

의사면허증에 아직 잉크도 안 마른 새내기 의사 출근길 빼곤 모든 게 낯설고 모르겠는 인턴이다, 의대에서 6년이나 공부했는데도 환자 앞에만 서면 눈앞이 캄캄하고 손이 떨리니… 모두가 바보라고 손가락질하는 1년차마저도 인턴 기온의 눈에는 허준이고 김사부고 닥터 하우스로 보인다. 병동, 응급실, 수술실이라고 할 것 없이 가는 곳마다 실수 연발인데도 이상하게 환자들과 교수님들 사이에선 인기 순위 1등이다. 몸에 밴 친절함과 상냥함으로 환자들을 사로잡았고 싹싹하고 애교있는 성격으로 교수님들의 마음을 훔쳤다. 그렇게 모든 과가 탐내는 인턴이 되었고, 그중에서도 특히나 산부인과의 엄청난 애정공세가 시작 되었는데… OBGY엔 전혀 관심 없는 기온은 그들의 관심이 부담스럽기만 하다.

### 산과 간호사
- 권영은 : 최윤정 역 - 산과 수술방 간호사

산과 수술방 간호사
- 성희현 : 이재선 역 - 산과 수술방 간호사

산과 수술방 간호사
- 박하은 : 홍민주 역 - 분만실 간호사

분만실 간호사
- 김도경 : 오지영 역 -  분만실 간호사

분만실 간호사
- 강다현 : 박태림 역 - 초음파사

산부인과 외래 초음파사
- 송나영 : 박명선 역 - 산과 병동 간호사

산과 병동 간호사
- 최윤지 : 이채령 역 - 산과 병동 간호사

산과 병동 간호사

### 부인과 간호사
- 김도경 : 여주연 역 - 부인과 병동 간호사

부인과 병동 간호사
- 송은 : 윤초원 역 - 부인과 병동 간호사

부인과 병동 간호사
- 임은비 : 송보리 역 - 부인과 수술방 간호사

부인과 수술방 간호사
- 미상 : 조혜진 역 - 부인과 외래 간호사

부인과 외래 간호사

### 주요 인물 가족들
- 정운선[1] : 오주영 역 - 주부

11살 차이 나는 이영의 언니, 세상 무서울 것 없이 날뛰는 오이영을 눈빛 하나로 제압하는 유일한 사람이다. 승원의 아내. 도원의 형수.
- 정순원 : 구승원 역 - IT회사 연구원

주영의 남편이자 이영의 형부, 도원의 형.

### 병원 외 인물
- 문지인 : 초산인 척하는 산모 역 (1회)
- 이예은 : 구급차 산모 역 (2회)
- 소아린 : 황경주 산모 역 (3회)
- 김다흰 : 황경주 산모 아버지 역 (3회)
- 박윤호 : 영찬 역 (3회)
- 김민주[2] : 금선미 환자 역 (3회)
- 양소민 : 금선미 환자 모 역 (3회)
- 강진아 : 황보보현 산모 역 (4회)
- 김시은 : 문영신 산모 역 (6회)
- 임채영 : 차보미 산모 역 (6회)
- 양대혁 : 차보미 산모 남편 역 (6회)
- 러시아인 산모 역[3] (7회)
- 박성연 : 표남경의 어머니 역 (8회)
- 허진 : 박미자 환자 역 (11회)
- 전국향 : 박미자 보호자 역 (11회)
- 미상 : 응급 산모 역
- 미상 : 홍기동의 어머니 역
- 미상 : 배달 기사 역

### 특별출연
- 라미란 : 은행 직원 역 (1회)
- 안은진 : 추민하 역 (2회, 12회)
- 하윤경 : 허선빈 역 (3회)
- 문태유 : 용석민 역 (3회)
- 정문성 : 도재학 역 (4회 목소리 / 11회)
- 정경호 : 김준완 역 (4회)
- 유연석 : 안정원 역 (5회)
- 배현성 : 장홍도 역 (6회)
- 곽선영 : 이익순 역 (7회)
- 김준한 : 안치홍 역 (7회)
- 성유빈 : 홍기동 역 (7회) - 남경의 옛연인
- 신현빈 : 장겨울 역 (8회)
- 나영석 : 장영석 역 (9회)
- 신원호 : 본인 역 (9회)
- 연준,수빈 : 하이보이즈 탑키, 디아이 역 (9회) - 엄재일과 춤추는 멤버로 출연했다. 노래방 씬에서 나왔던 영상. 실제로 티저가 나온거다.
- 조정석 : 이익준 역 (10회)
- 전미도 : 채송화 역 (10회)
- 박예영 : 금새벽 역 (11회) - 종로율제 산부인과 1년차 교수로 출연했다. 만삭임에도 병원 근무를 하고 있는 엄청난 워커홀릭이다.
- 김대명 : 양석형 역 (12회)
- 강신일 : 임동주 역 (12회) - 퇴임하는 산과 교수님으로 나온다. 극중 초반에 도원과 학회를 간 교수님, 사비가 참관한 수술을 집도한 교수님으로 언급이 되기도 했으며, 서정민이나 공기선을 통해서도 언급된 적이 있다. 산과에서는 일명 신으로 불리는 인물

## 제작

### 기획
2023년, 신원호 감독은 슬기로운 의사생활 (2020–2021)의 스핀오프인 새로운 프로젝트를 시작했으며 여러 배우들과 접촉하고 비밀리에 오디션을 진행했다고 보도되었다. 이후 신원호의 신작은 언론 보도와 달리 프리퀄도 스핀오프도 아니라고 부인되었다.
이 시리즈는 응답하라 시리즈와 슬기로운 의사생활 시리즈를 제작한 신원호와 작가 이우정의 또 다른 협업이며, 이민수가 연출하고 응답하라 1988과 슬기로운 의사생활의 보조 작가였던 김송희가 집필했다. 에그이즈커밍이 제작을 담당했다.

### 캐스팅
2023년 7월 5일, 고윤정이 언젠가는 슬기로울 전공의생활의 여주인공으로 캐스팅되었다고 보도되었다. 두 달 후 그녀의 출연이 확정되었다.
2023년 9월 20일, 신시아가 다른 여주인공으로 캐스팅되었고, 다음 날 확정되었다. 9월 22일, 강유석이 이 시리즈의 남자 주인공으로 캐스팅되었다고 보도되었고, 3일 후 확정되었다. 정준원도 다른 남자 주인공으로 캐스팅되었고, 3일 후 그의 출연이 확정되었다.
고윤정, 신시아, 강유석, 정준원은 한예지와 함께 이 시리즈의 주연 라인업을 완성했다.

### 촬영
2023년 5월, 본 촬영은 2023년 하반기에 시작될 예정이라고 보도되었다. 두 달 후, 촬영은 그해 10월에 시작될 예정이었다.

### 연기
2024년 2월, 많은 의사, 전공의, 인턴들이 2025년부터 매년 2,000명씩 의대 입학 정원을 5,058명으로 늘리려는 대한민국 정부 제안에 항의하여 사직하고 학업을 중단했다. 이 의정 갈등으로 인해 시리즈는 큰 타격을 입었다. TvN은 상황에 따라 방영 날짜가 연기될 수 있다고 발표했다. 2024년 3월, 이 시리즈는 2024년 하반기로 연기되었으며, 정확한 날짜는 아직 미정이라고 보도되었다. 2024년 9월, 시리즈가 여러 차례 연기되면서 올해는 취소되고 추후 공지될 때까지 방영되지 않기로 결정되었다.

## OST
- Part.1 리노, 승민, 아이엔 (Stray Kids) - START! (2025.04.12 발매)
- Part.2 안유진 (IVE) - Sunny Day (2025.04.13 발매)
- Part.3 윈터 (aespa) - 그런 날 (2025.04.19 발매)
- Part.4 미도와 파라솔 - 아마추어 (2025.04.20 발매)
- Part.5 민니 (Idel) - 숨 (2025.04.26 발매)
- Part.6 디오 - 영원해 (2025.04.27 발매)
- Part.7 도겸 (SEVENTEEN) - 너인데 (2025.05.03 발매)
- Part.8 미도와 파라솔 - 언젠가 눈부시게 빛날테니 (언눈빛) (2025.05.04 발매)
- Part.9 투모로우바이투게더 - 그날이 오면 (2025.05.04 발매)
- Part.10 고윤정, 신시아, 강유석, 한예지 - 달리기 (2025.05.17 발매)

## 공개
2023년 7월 현재 언젠가는 슬기로울 전공의생활은 2024년 3월 방영 예정이었다. 2024년 1월, TvN은 언젠가는 슬기로울 전공의생활을 2024년 드라마 라인업에 포함시켰다고 발표했다. 다음 달, tvN은 이 시리즈가 올해 상반기에 방영될 것이라고 확인했다. 원래 눈물의 여왕 종영 후 5월에 방영될 예정이었으나, 대한민국 의료 파업으로 인해 무기한 연기되었다. 또한 넷플릭스에서도 스트리밍될 예정이었다.
이 시리즈는 결국 2025년 4월 12일 tvN에서 매주 토요일과 일요일 21시 10분(KST)에 첫 방송되었다.

## 시청률
| 시즌 | 시즌 | 에피소드 번호 | 에피소드 번호 | 에피소드 번호 | 에피소드 번호 | 에피소드 번호 | 에피소드 번호 | 에피소드 번호 | 에피소드 번호 | 에피소드 번호 | 에피소드 번호 | 에피소드 번호 | 에피소드 번호 | 평균  |
| 시즌 | 시즌 | 1             | 2             | 3             | 4             | 5             | 6             | 7             | 8             | 9             | 10            | 11            | 12            | 평균  |
| ---- | ---- | ------------- | ------------- | ------------- | ------------- | ------------- | ------------- | ------------- | ------------- | ------------- | ------------- | ------------- | ------------- | ----- |
|      | 1    | 1.094         | 1.065         | 1.261         | 1.396         | 1.277         | 1.540         | 1.423         | 1.682         | 1.674         | 2.089         | 1.812         | 2.152         | 1.538 |

| Ep. | 본 방송일       | 평균 시청률 (닐슨 코리아) | 평균 시청률 (닐슨 코리아) |
| Ep. | 본 방송일       | 전국                      | 서울                      |
| --- | --------------- | ------------------------- | ------------------------- |
| 1 | 2025년 4월 12일 | 3.680% (1위)              | 4.365% (1위)              |
| 2 | 2025년 4월 13일 | 3.986% (1위)              | 4.477% (1위)              |
| 3 | 2025년 4월 19일 | 4.475% (1위)              | 5.065% (1위)              |
| 4 | 2025년 4월 20일 | 5.135% (1위)              | 5.761% (1위)              |
| 5 | 2025년 4월 26일 | 4.821% (1위)              | 6.069% (1위)              |
| 6 | 2025년 4월 27일 | 5.531% (1위)              | 5.876% (1위)              |
| 7 | 2025년 5월 3일  | 5.310% (1위)              | 5.979% (1위)              |
| 8 | 2025년 5월 4일  | 5.972% (1위)              | 6.389% (1위)              |
| 9 | 2025년 5월 10일 | 6.214% (1위)              | 7.103% (1위)              |
| 10 | 2025년 5월 11일 | 7.491% (1위)              | 8.450% (1위)              |
| 11 | 2025년 5월 17일 | 6.627% (1위)              | 7.620% (1위)              |
| 12 | 2025년 5월 18일 | 8.142% (1위)              | 8.630% (1위)              |
| 평균 | 평균            | 5.615%                    | 6.315%                    |
| - 위 표에서 파란색 숫자는 가장 낮은 시청률을, 빨간색 숫자는 가장 높은 시청률을 나타낸다. - 이 드라마는 케이블 채널/유료 방송에서 방영되며, 일반적으로 KBS, SBS, MBC, EBS 등 지상파/공영 방송에 비해 시청률이 상대적으로 낮다. |                 |                           |                           |

## 참고 사항
방영을 약 3개월 앞둔 2024년 2월 중순 윤석열 정부의 의대 증원에 반대해서 발생한 2024년 의료정책 추진 반대 집단행동 사태와 방영 소식이 겹쳐 논란에 휩싸이며 흥행에 초비상이 걸렸다. 그야말로 직격탄을 맞은 꼴이다.
2월 25일 이러한 상황을 고려해 tvN은 당장 드라마 홍보에 나서기보다는 일단 의료 공백 사태의 추이를 지켜보며 방송 시기를 확정하지 않고 있다. 드라마 편성은 올해 상반기로 예정돼 있지만, 상황에 따라서는 늦춰질 가능성도 있다.
3월 21일, 제작 측은 "'언젠가는 슬기로울 전공의생활'은 하반기로 편성하게 됐다. 편성 시기는 미정이다"라고 밝혔다. tvN 측은 “하반기 편성을 고려하게 된 것은 여러 이유 중에 최근 분위기 고려하게 된 점도 있다”고 인정했다. #1 #2
4월 5일, 8월로 임시 편성됐지만, 이보다 더 늦어질 가능성도 있다고 보도되었다. # 5월 16일, 연내 방송이 어려울 전망이며, tvN에서는 '시기 미정'이라고 입장을 밝혔다. #1 #2
9월 13일, 한 언론사에 따르면 '언젠가는 슬기로울 전공의생활' 방영이 완전히 무산됐다는 소식이 보도되었다. # 9월 14일, 제작 측은 "아직 조율 중"이라는 입장을 전했다. #
12월 13일, 두 차례 연기 끝에 2025년 여름 편성을 목표로 논의 중이라는 기사가 보도되었으나 # 12월 23일, tvN 측은 "아직 미정이다. 확정 되는 대로 공식 안내를 드릴 것"이라며 재차 부정하였다. # 이후 1월 23일, CJ ENM이 tvN 드라마 라인업을 발표하며 본작의 4월 중 편성 확정 소식을 전했다. #